# ديفيد شيبرد (مرمم)
ديفيد شيبرد (بالإنجليزية: David Shepard)‏ هو مرمم ‏ أمريكي، ولد في 1940 في نيويورك في الولايات المتحدة، وتوفي في 31 يناير 2017 في ميدفورد في الولايات المتحدة.

## وصلات خارجية
- ديفيد شيبرد على موقع IMDb (الإنجليزية)
- ديفيد شيبرد على موقع قاعدة بيانات الفيلم (الإنجليزية)